# Transsonisk fart

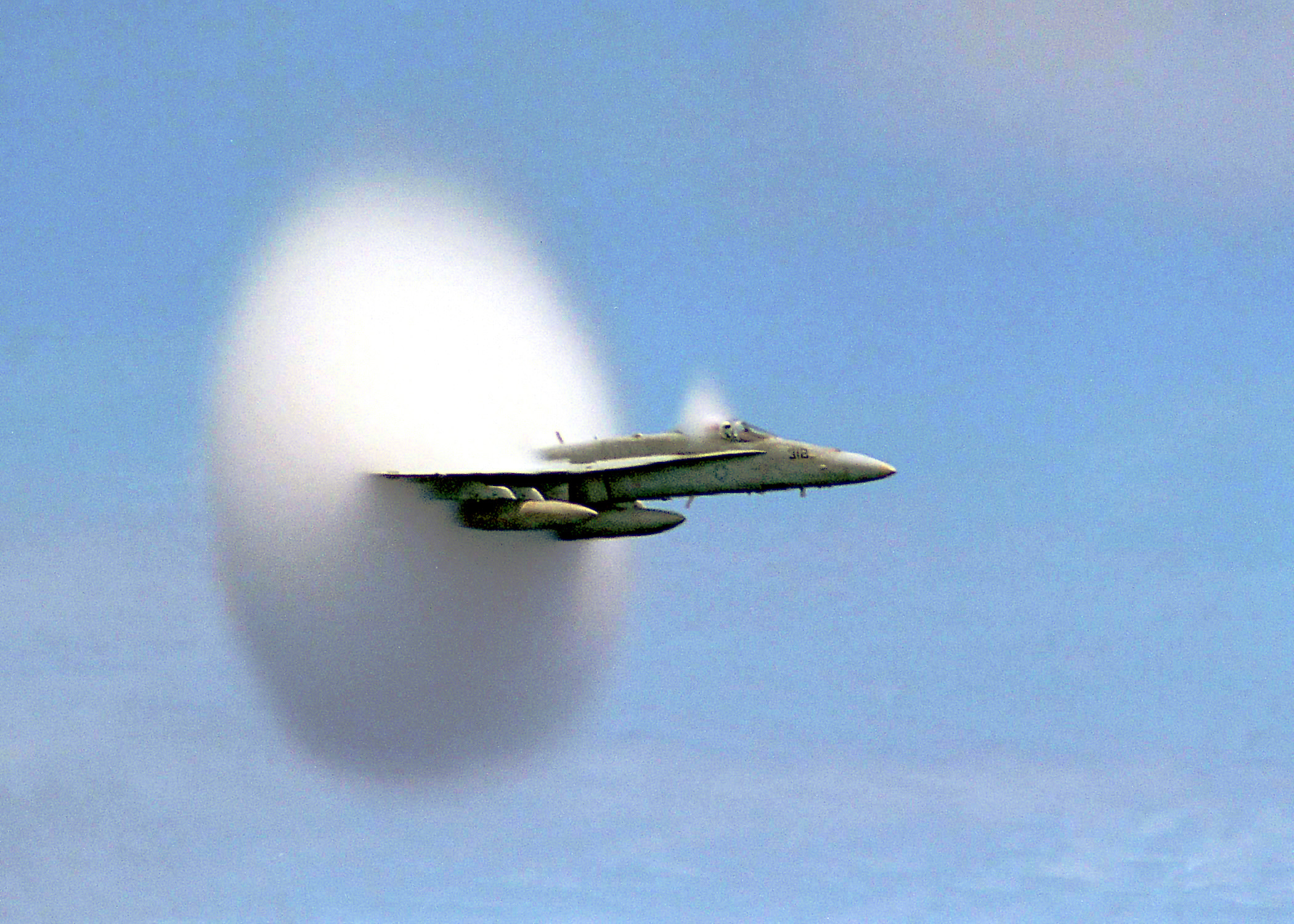
F/A-18 Hornet som flyger i transsonisk hastighet

Transsonisk fart eller hastighet är en hastighet relativt mediet (exempelvis luften) hos ett flygplan eller annan farkost, som är nära ljudets hastighet, ungefär Mach 0,9–1,2. Det definieras som hastighetsintervallet mellan det kritiska Mach-talet – när vissa delar av luftflödet kring en farkost håller en hastighet högre än ljudet – och en högre hastighet, vanligtvis nära Mach 1,2 – när allt luftflöde kring farkosten håller överljudshastighet.
Ett flygplan tränger undan den luft det passerar. På grund av de över- och undertryck som därvid bildas i luften runt flygplanet, kommer luften att lokalt accelereras åt ena eller andra hållet, och därför (relativt flygplanet) strömma olika fort förbi olika delar av planet. Att ett flygplan börjar flyga transsoniskt vid exempelvis Mach 0,9 beror på att luften på något eller några ställen nära flygplanet uppnår ljudhastighet relativt flygplanet. Vid högre fart än Mach 0,9 strömmar luft lokalt förbi samma flygplan med överljudshastighet. Transsonisk flygning är normalt ogynnsam eftersom vissa flygegenskaper, till exempel roderverkan, kan förändras kraftigt redan vid små hastighetsändringar, beroende på var längs flygplanet luften strömmar förbi med överljudshastighet och inte.
Transsonisk hastighet kan också uppnås kring spetsarna på rotorblad hos helikoptrar. Detta försöker piloter i görligaste mån undvika, eftersom det skapar ett ojämnt tryck över olika delar av rotorbladen, vilket innebär en flygsäkerhetrisk.